# Slivar
Slivar (znanstveno ime Angerona prunaria) je metulj iz družine pedicev, ki je razširjen po Aziji in Evropi, tudi v Sloveniji.

## Opis in biologija
Odrasli metulji imajo premer kril med 35 in 45 mm in so v Sloveniji aktivni v maju in juniju. V izjemnih primerih lahko premer kril znaša celo do 56 mm, samci pa so običajno nekoliko manjši od samic. Gosenice se hranijo na črnem trnu, puhastolistnem kostaničevju , trepetliki, navadni krhliki in na borovnicah.
- Angerona prunaria prunaria  ♀
- Angerona prunaria prunaria  ♀   △
- Angerona prunaria corylaria  ♀
- Angerona prunaria corylaria  ♀  △